# Институт российской истории РАН
Институ́т росси́йской исто́рии РАН (аббревиатура ИРИ РАН) — научно-исследовательский институт Российской академии наук в области истории России. Считается одним из наиболее авторитетных центров исторической науки в России; ведущий российский научно-исследовательский и экспертный центр в сфере истории России, изучающий её фундаментальные проблемы с периода средневековой Руси до современности.

## История
Институт российской истории ведёт начало от созданного в 1936 году в Москве Института истории АН СССР. Он был образован в 1936 году на основе Института истории Коммунистической академии и Историко-археографического института АН СССР; в 1938 году было учреждено Ленинградское отделение. В 1968 году разделён на Институт истории СССР (с 1992 года — Институт российской истории РАН) и Институт всеобщей истории.
До 2000 года структурным подразделением ИРИ являлся Санкт-Петербургский филиал. В 2004—2018 годах действовал Поволжский филиал ИРИ РАН, образованный на базе Самарского научного центра.
Во время выборов директора Института в 2008 году кандидатура действующего директора А. Н. Сахарова была провалена на заседании Отделения историко-филологических наук РАН. При этом директор был обвинён в многочисленных должностных злоупотреблениях, «установлении диктатуры, создании атмосферы страха и разбазаривании ценных научных кадров». В частности, речь шла об уничтожении Центра источниковедения, о беспринципной борьбе со сторонниками концепции норманизма и о преследованиях известных учёных, отказывавшихся мириться с произволом Сахарова, таких как С. В. Тютюкин и В. П. Данилов.
15 декабря 2008 года общее собрание ОИФН РАН рекомендовало А. А. Чернобаева на должность директора ИРИ (он получил 49 голосов против 32 у действовавшего директора А. Н. Сахарова), но кандидатура не была утверждена Президиумом РАН.

### Директора
| Годы      | Директор                         |
| --------- | -------------------------------- |
| 1968—1970 | акад. Б. А. Рыбаков              |
| 1970—1974 | акад. П. В. Волобуев             |
| 1974—1979 | акад. А. Л. Нарочницкий          |
| 1979—1988 | д.и.н. С. С. Хромов              |
| 1988—1993 | член-корр. РАН А. П. Новосельцев |
| 1993—2010 | член-корр. РАН А. Н. Сахаров     |
| с 2010    | член-корр. РАН Ю. А. Петров      |

## Издания института
В институте осуществляется издательство более чем десятка серийных, продолжающихся и периодических изданий, из которых три включены в перечень ВАК:
- Древняя Русь. Вопросы медиевистики
- Известия Самарского научного центра Российской академии наук
- Российская история[5]